# Where’s My Water? 2
Where’s My Water? 2 (с англ. — «Где моя вода? 2»)  — американская игра-головоломка для мобильных устройств, основанная на физике. Игра была издана компанией Disney Mobile.

## Игровой процесс
Where’s My Water? 2 продолжает геймплей своего предшественника. Главный герой игры, крокодильчик Свомпи, пытается принять душ, но не может, так как земля преградила путь воде. Игроку нужно расчистить путь и довести воду до героя.

## Критика
| Сводный рейтинг    | Сводный рейтинг |
| Агрегатор          | Оценка          |
| ------------------ | --------------- |
| GameRankings       | 58,18 %         |
| Metacritic         | 57/100          |
| Иноязычные издания |                 |
| Издание            | Оценка          |
| TouchArcade        | [ 1 ]           |
| Gamezebo           | 50/100          |

Игра получила смешанные отзывы, средний балл игры на агрегаторе Metacritic составил 57 из 100. В обзоре TouchArcade критике подверглись «агрессивные» микротранзации, а также введение в игру энергии, без которой нельзя проходить уровни подряд без перерывов. Крис Картер заключил, что игра «определённо нуждается в некоторых улучшениях, если она хочет достичь качества своих предшественников». В обзоре Gamezebo отметили, что головоломка по-прежнему уникальна, однако критике подверглось введение энергии, схемы freemium, а также модель линейной карты мира.